# L'argonauta del Fosso dell'Agonia Bianca
L'argonauta del Fosso dell'Agonia Bianca è l'ottavo capitolo della Saga di Paperon de' Paperoni, serie a fumetti realizzata dallo statunitense Don Rosa che narra la storia del papero più ricco del mondo.

## Trama
È il 1896 e a bordo della Croce del Sud partita da Perth, Paperone giunge in Alaska senza più un soldo si rivolge a Soapy Slick, faccendiere disonesto e usuraio, contraendo con lui il primo e unico debito della sua vita con il quale acquista gli attrezzi di scavo e si dirige verso Dawson.
Nel frattempo Paperone viene a sapere di un luogo inesplorato dove inizia gli scavi e torna periodicamente in città per saldare il suo debito con Slick e a registrare la sua concessione mineraria.
Slick riesce a rapirlo per portargli via la miniera e lo incatena alle ciminiere del suo locale-nave, umiliandolo ulteriormente leggendo le lettere dei suoi genitori: la prima è della madre, che dice di non sentirsi bene e gli dispiace non aiutare la famiglia con le spese del castello, la seconda è del padre che comunica il decesso di sua moglie.
Frustrato, arrabbiato e furioso, Paperone non si dà per vinto e distrugge la chiatta di Slick e trascinandoselo dietro lo porta alla polizia dove consegna l'imbroglione e ritorna alla sua concessione dove ora deve difendersi dagli attacchi dei ladri e degli abusivi. Proprio in uno di questi momenti, gli capita tra le mani, casualmente, la famosa Pepita Uovo d'Anatra, che gli apre, finalmente, le porte verso la ricchezza.

## Storia editoriale
Le fonti di ispirazione dell'autore si trovano nelle seguenti storie di Barks: Zio Paperone e la Stella del Polo, Zio Paperone a nord dello Yukon.
In Italia è stata edita in La saga di Paperon de' Paperoni (2016).

## Curiosità
- La Dawson descritta da Don Rosa non è quella reale. In realtà questa era una cittadina tranquilla, mentre era Skagway la città a più alto tasso di criminalità del Nord America. In parte Don Rosa ripara in Cuori nello Yukon, dove fa entrare in città le giubbe rosse canadesi al comando di Steele, effettivamente presenti in città. Infine, la Valle dell'Agonia Bianca non è un luogo reale, ma la fusione di Dyea e del Passo Bianco.